# Phoneyusa bidentata ituriensis
Phoneyusa bidentata là một phân loài nhện trong họ Theraphosidae.
Loài này thuộc chi Phoneyusa. Phoneyusa bidentata ituriensis được miêu tả năm 1946 bởi Laurent.